# Gesetz zur Klärung der Vaterschaft unabhängig vom Anfechtungsverfahren
Das deutsche Gesetz zur Klärung der Vaterschaft unabhängig vom Anfechtungsverfahren wurde notwendig durch das Urteil des Bundesverfassungsgerichtes vom 13. Februar 2007. Es verlangt für Väter ein Verfahren zur Feststellung der leiblichen Vaterschaft unabhängig von der rechtlichen Vaterschaft.

## Entstehung des Gesetzes
Sowohl die Bundesregierung wie auch der Bundesrat legten jeweils einen eigenen Gesetzentwurf vor. Der Bundestag beschloss dann am 21. Februar 2008 den Entwurf der Regierung unter Einarbeitung der Änderungsvorschläge des Rechtsausschusses des Bundestages. Das am 26. März ausgefertigte Gesetz wurde dann am 31. März 2008 im Bundesgesetzblatt veröffentlicht. Es trat am 1. April 2008 in Kraft.

## Inhalt
Das Gesetz ändert mehrere andere Gesetze. Das Bürgerliche Gesetzbuch wird durch Einfügen des § 1598a BGB so geändert, dass der Vater, die Mutter und das Kind das Recht haben, die Abstammung des Kindes feststellen zu lassen. Dazu kann ein Gericht die Entnahme von Proben auch gegen den Willen von Antragsgegnern anordnen. Daneben ändert das Gesetz die Zivilprozessordnung, die Kostenordnung, das Gesetz der freiwilligen Gerichtsbarkeit und das Einführungsgesetz zum Bürgerlichen Gesetzbuch. Letzteres enthält eine Übergangsvorschrift, dass die Anfechtung der Vaterschaft auch nach Feststellung der Nichtabstammung nicht mehr möglich ist, wenn die Anfechtung der Vaterschaft bereits einmal wegen Verjährung abgelehnt wurde.

## Kritik
Tobias Helms und Rainer Frank kritisieren, dass im Urteil und im Gesetz nicht erwähnt wird, dass „Deutschland zur Zeit des Nationalsozialismus schon einmal Vorreiter einer ‚Klage auf Feststellung der blutsmäßigen Abstammung‘ war.“ Mit dem Gesetz stelle die deutsche Rechtsprechung „als wohl einzige auf der Welt“ ein eigenes Verfahren zur Verfügung, um die Vaterschaft zu klären. Nach Auffassung von Helms und Frank sind Väter, die nur die Abstammung kennen, nicht jedoch die Familienbeziehung auflösen möchten, bisher kaum vorgekommen.

„Väter, die nur das Ziel verfolgen, Abstammungsfragen zu klären, ohne daraus statusrechtliche Konsequenzen zu ziehen, falls der DNA-Test ihre Nichtvaterschaft erweisen sollte, sind – vorsichtig ausgedrückt – eine Seltenheit. Schließlich hätten solche Väter auch schon nach bisherigem Recht die Möglichkeit gehabt, ihre Anfechtungsklage nach Einholung des Abstammungsgutachtens zurückzunehmen.“

Das Verfahren ermögliche es zeitlich unbefristet „gelebte soziale Bindungen jederzeit im Namen der biologischen Wahrheit aufzukündigen“. Es sei wichtig, „denjenigen, der die Klärung der genetischen Abstammungsverhältnisse erzwingt, darauf zu verweisen, dass er sich mit der Befriedigung seines Rechts auf Kenntnis der genetischen Abstammung zufriedengeben muss und statusrechtlich hieraus keine Vorteile ziehen kann“.
Dieter Schwab bemängelt am Gesetz, dass ein rechtlicher Vater jederzeit und ohne konkrete Anhaltspunkte eine Klärung der Abstammung einleiten kann. Schwab kritisiert die Begründung des Gesetzes, der zufolge das Gesetz „die Familie in ihrem sozialen Bestand schützen und die Einschaltung von Gerichten möglichst vermeiden soll.“ Es sei absurd, mit der „Erfindung von zeitlich unbegrenzten Ansprüchen unter den Familienmitgliedern den sozialen Bestand der Familie zu schützen“. Nach dem Vaterschaftstest hat ein Mann zwei Jahre Zeit, um zu entscheiden, ob er die rechtliche Vaterschaft anfechten möchte. Schwab schreibt dazu: „Zwei Jahre sind ein Drittel der Kindheit und der neunte Teil der gesamten Jugend. Mögen die Psychologen reden von Bindungen, Interesse an stabilen Lebensverhältnissen, systemischem Denken, wie sie wollen – hier geht es um Rechte, die offenbar keine Zumutung einer schnellen Entscheidung vertragen.“